# Dino Musner
Dino Musner (10 giugno 1930 – 8 maggio 2012) è stato un dirigente sportivo italiano, già allenatore della Nazionale di nuoto dell'Italia.

## Carriera
Il 12 aprile 1960, insieme ad altri 35 soci, fonda la Società Nuotatori Padovani. Nel 1977 il Comune di Padova taglia il cordone ombelicale che legava la Rari Nantes all'impianto della Paltana affidandone la gestione all'Unione Nuoto Padova di Dino Musner.
Nel 1981 viene insignito della Stella C.O.N.I. al merito sportivo.
Muore l'8 maggio 2012 dopo una lunga malattia.